# Asociación de Críticos de Cine de Detroit-Míchigan
La Asociación de Críticos de Cine de Detroit-Míchigan (Detroit-Míchigan Film Critics Society) es una organización de críticos de cine con sede en Detroit, Estados Unidos. Fue fundada en 2007 y está formada por un grupo de más de veinte críticos de cine. Para ser miembro, el crítico debe haber reseñado al menos doce películas al año en una publicación establecida, sin que se admitan más de dos por publicación. Presenta premios anuales al final del año, para las mejores películas del año anterior.
Premian a lo mejor de año en Cine y TV a nivel nacional de Estados Unidos.

## Categorías

### Cine
- Mejor película
- Mejor director
- Mejor actor
- Mejor actriz
- Mejor actor de reparto
- Mejor actriz de soporte
- Mejor reparto
- Mejor guion
- Rendimiento innovador
- Mejor documental
- Mejor largometraje animado
- Mejor música

### Televisión y plataformas de vídeo bajo demanda
- Mejor programa informativio
- Mejor programa de actualidad
- Mejor programa de entretenimiento
- Mejor ficción (serie de televisión)
- Mejor película para televisión (telefilme)
- Mejor programa documental
- Mejor presentador/a de informativos
- Mejor presentador/a de programas
- Mejor reportero/a
- Mejor interpretación masculina
- Mejor interpretación femenina
- Mejor interpretación masculina de reparto
- Mejor interpretación femenina de reparto
- Mejor guion
- Mejor dirección
- Mejor realización
- Mejor producción
- Mejor dirección de fotografía e iluminación
- Mejor dirección de arte y escenografía
- Mejor maquillaje, peluquería y caracterización
- Mejor música para televisión
- Mejor autopromoción y/o imagen corporativa
- Mejor canal temático